# Гонзага

Официальный герб дома Гонзага, с титулом Герцога и княжеской мантией, полученный от императора Карла V Габсбурга.

Гонза́га (итал. Gonzaga) — синьориальный (владетельный) род наследных правителей Мантуи с 1328 по 1708 годы. С 1433 года — маркизы (маркграфы), с 1530 — герцоги, один из самых влиятельных родов Франции и Италии старого режима.
Сначала маркграфы Мантуи, затем маркизы и Герцоги, суверенные герцоги Монферата, унаследовавшие Монферат после прерывания последней прямой ветви правителей, династии Палеоголов на Мантуанском троне, ветвь Гонзага-Невер, за службу французской короне была пожалована — Герцогством Невер, Ретель, д’Эгийон и Майен, а также суверенным княжеством Арш, Принцы Сеношские и Брезольские. Родственными связями были очень тесно связанны с родами Габсбургов и Медичи.

## История

### Возвышение
Начало возвышению этой фамилии, позднее возводившей свои корни к императору Лотарю положил 60-летний Луиджи I (1268 — 18 января 1360) с сыновьями Гвидо, Филиппино и Фельтрино, который после длительной борьбы с фамилией Бонакольси, свергнул последнего её представителя Ринальдо и сумел таки овладеть властью в Мантуе (1328). Луиджи был городским подеста с 1318, а также был избран народным капитаном. В 1335 году округлил свои владения городом Реджио с его окрестностями. Его наследники построили новые стены с пятью воротами и занялся отстраиванием города, но власть в Мантуе оставалась нестабильной до восшествия на престол третьего представителя династии — Лудовико I Гонзаги. 

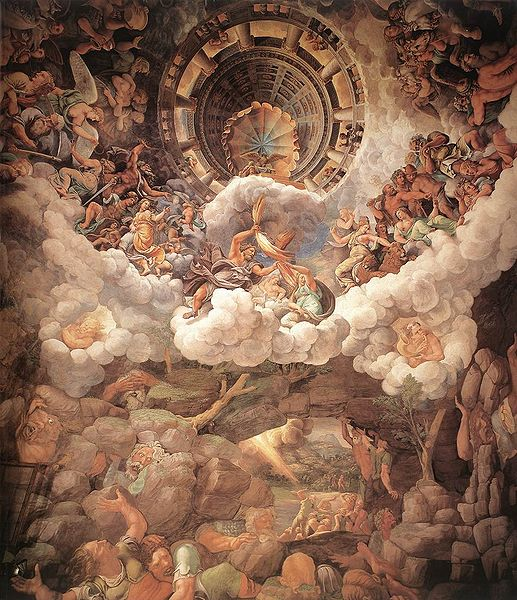
Росписи в палаццо дель Те

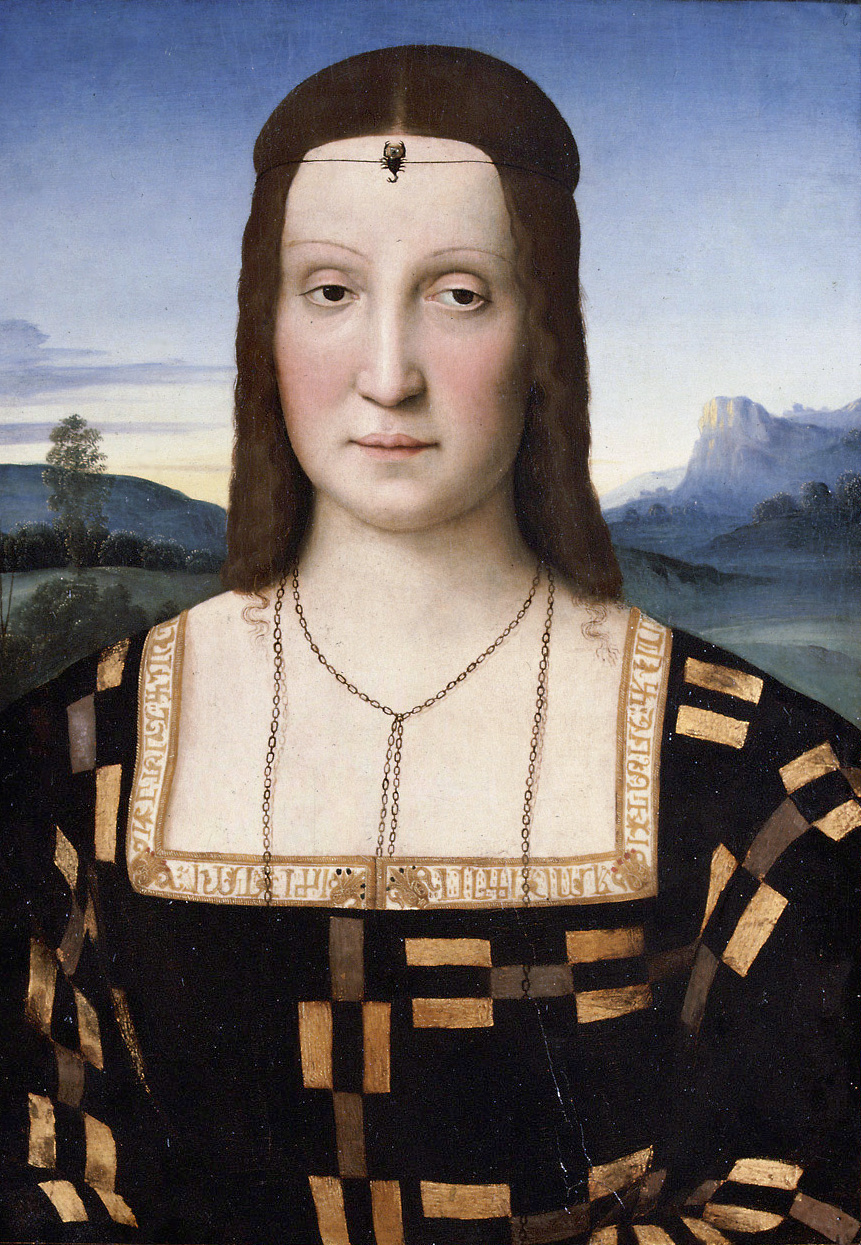
Рафаэль (?). Портрет Елизаветы Гонзага

Его сын Франческо I женился вторым браком на Маргарите из рода Малатеста, которая принесла в семью наследственное заболевание остеомаляция (размягчение костей), которое периодически будет появляться до XVI века. Его сын Джанфранческо I 22 сентября 1433 года, заплатив императору Сигизмунду 120 000 золотых флоринов, приобрёл титул маркграфов. Он также был женат на представительнице рода Малатеста. В 1531 году Гонзага заключили брак с последней представительницей рода Палеологов, приобретя тем Монферрат. В XV — начале XVI века, двор Гонзага был одним из центров итальянского Возрождения.

### Герцогство
Герцогское достоинство семья приобрела при Федерико II, 5 апреля 1530 года от императора Карла V, а спустя несколько лет, в 1536 году, после угасания рода Палеологов — к ним отошло также маркграфство Монферратское. Федерико II заказал Джулио Романо знаменитый палаццо дель Те и во многом способствовал улучшению внешнего облика Мантуи. В 1624 году Франческо IV перенёс герцогскую резиденцию в новое место — на Виллу делла Фаворита, построенную архитектором Николо Себрегонди. Затем прямая линия пресеклась, и престол отошел боковой — герцогам Неверским в лице Шарля де Невера, владетельного князя Аршского. В XVII веке последний герцог Фернандо Карло Гонзага, впустивший в Мантую французский гарнизон и ставший в Войне за испанское наследство на сторону Франции, был лишён Австрией своих владений (1708).

## Представители

### Дамы из рода Гонзага
- Доротея Гонзага (1449—1467), дочь Лудовико III Гонзаги, жена миланского герцога Галеаццо Мария Сфорцы
- Елизавета Гонзага (1471—1526), дочь Федерико I Гонзаги, жена Гвидобальдо да Монтефельтро
- Элеонора Гонзага (1493—1570), дочь Франческо II Гонзаги, жена Франческо Мария I делла Ровере
- Элеанора Гонзага (1598—1655), дочь Винченцо I Гонзаги, жена императора Фердинанда II Габсбурга
- Элеонора Гонзага (Младшая) (1630—1686), дочь Карл II Гонзаги, жена императора Фердинанда III Габсбурга
- Людвика Мария Гонзага, дочь Карло I Гонзаги, королева Польши, жена Владислава IV, затем Яна II Казимира
- Анна Катерина Гонзага (1566—1621), дочь Гульельмо I Гонзаги, эрцгерцогиня Австрийская, княжна и графиня Тироля, жена эрцгерцога Фердинанда II Тирольского-Габсбурга, правителя передней Австрии и суверенного князя и графа Тироля.

### Прочие
- Святой Алоизий Гонзага (1568—1591)
- Ансельмо Гонзага (1817—1879) — маркиз, итальянский государственный деятель и поэт; в 1848 году — член временного ломбардского правительства, в 1859 году принимал участие в освобождении Италии, с 1860 года — депутат; писал лирические стихотворения[2].
- Камилло I Гонзага (1521—1595)

## Боковые ветви
- Линии: Гонзага-Весковато, Гонзага-Гвасталла (с ветвью Гонзага-Мольфетта), Гонзага-Кастель-Гоффредо, Кастильоне и Сольферино, Гонзага-Луццара, Гонзага-Невер, Гонзага-Новеллара и Баньоло, Гонзага-Саббьонета и Боццоло.
- Из боковых линии этой фамилии в XIX веке существовала ещё в Мантуе фамилия Весковеди, возведенная в 1593 году в звание имперских князей.

|                                 |                                 |                                 |                                 |                                 |                                 |  |  |                               |                               |                               |                               |                               |                               |  |  | Франческо II Гонзага (1484–1519)                                |                                                                 |                                                                 |                                                                 |                                                                 |                                                                 |  |  |                                           |                                           |                                           |                                           |                                           |                                           |  |  |  |  |  |  |  |  |  |  |  |  |  |  |  |  |  |  |  |  |  |  |  |  |  |  |
|                                 |                                 |                                 |                                 |                                 |                                 |  |  |                               |                               |                               |                               |                               |                               |  |  |                                                                 |                                                                 |                                                                 |                                                                 |                                                                 |                                                                 |  |  |                                           |                                           |                                           |                                           |                                           |                                           |  |  |  |  |  |  |  |  |  |  |  |  |  |  |  |  |  |  |  |  |  |  |  |  |  |  |
|                                 |                                 |                                 |                                 |                                 |                                 |  |  |                               |                               |                               |                               |                               |                               |  |  |                                                                 |                                                                 |                                                                 |                                                                 |                                                                 |                                                                 |  |  |                                           |                                           |                                           |                                           |                                           |                                           |  |  |  |  |  |  |  |  |  |  |  |  |  |  |  |  |  |  |  |  |  |  |  |  |  |  |
|                                 |                                 |                                 |                                 |                                 |                                 |  |  | Федерико II Гонзага (1519–40) | Федерико II Гонзага (1519–40) | Федерико II Гонзага (1519–40) | Федерико II Гонзага (1519–40) | Федерико II Гонзага (1519–40) | Федерико II Гонзага (1519–40) |  |  |                                                                 |                                                                 |                                                                 |                                                                 |                                                                 |                                                                 |  |  | Ферранте, герцог Гуасталла (1539–57)      | Ферранте, герцог Гуасталла (1539–57)      | Ферранте, герцог Гуасталла (1539–57)      | Ферранте, герцог Гуасталла (1539–57)      | Ферранте, герцог Гуасталла (1539–57)      | Ферранте, герцог Гуасталла (1539–57)      |  |  |  |  |  |  |  |  |  |  |  |  |  |  |  |  |  |  |  |  |  |  |  |  |  |  |
|                                 |                                 |                                 |                                 |                                 |                                 |  |  | Федерико II Гонзага (1519–40) | Федерико II Гонзага (1519–40) | Федерико II Гонзага (1519–40) | Федерико II Гонзага (1519–40) | Федерико II Гонзага (1519–40) | Федерико II Гонзага (1519–40) |  |  |                                                                 |                                                                 |                                                                 |                                                                 |                                                                 |                                                                 |  |  | Ферранте, герцог Гуасталла (1539–57)      | Ферранте, герцог Гуасталла (1539–57)      | Ферранте, герцог Гуасталла (1539–57)      | Ферранте, герцог Гуасталла (1539–57)      | Ферранте, герцог Гуасталла (1539–57)      | Ферранте, герцог Гуасталла (1539–57)      |  |  |  |  |  |  |  |  |  |  |  |  |  |  |  |  |  |  |  |  |  |  |  |  |  |  |
|                                 |                                 |                                 |                                 |                                 |                                 |  |  |                               |                               |                               |                               |                               |                               |  |  |                                                                 |                                                                 |                                                                 |                                                                 |                                                                 |                                                                 |  |  |                                           |                                           |                                           |                                           |                                           |                                           |  |  |  |  |  |  |  |  |  |  |  |  |  |  |  |  |  |  |  |  |  |  |  |  |  |  |
| Франческо III Гонзага (1540–50) | Франческо III Гонзага (1540–50) | Франческо III Гонзага (1540–50) | Франческо III Гонзага (1540–50) | Франческо III Гонзага (1540–50) | Франческо III Гонзага (1540–50) |  |  | Гулиельмо Гонзага (1550–87)   | Гулиельмо Гонзага (1550–87)   | Гулиельмо Гонзага (1550–87)   | Гулиельмо Гонзага (1550–87)   | Гулиельмо Гонзага (1550–87)   | Гулиельмо Гонзага (1550–87)   |  |  | Луи Гонзага, герцог Неверский (1581–95)                         | Луи Гонзага, герцог Неверский (1581–95)                         | Луи Гонзага, герцог Неверский (1581–95)                         | Луи Гонзага, герцог Неверский (1581–95)                         | Луи Гонзага, герцог Неверский (1581–95)                         | Луи Гонзага, герцог Неверский (1581–95)                         |  |  | Чезаре I, герцог Гуасталла (1557–75)      | Чезаре I, герцог Гуасталла (1557–75)      | Чезаре I, герцог Гуасталла (1557–75)      | Чезаре I, герцог Гуасталла (1557–75)      | Чезаре I, герцог Гуасталла (1557–75)      | Чезаре I, герцог Гуасталла (1557–75)      |  |  |  |  |  |  |  |  |  |  |  |  |  |  |  |  |  |  |  |  |  |  |  |  |  |  |
| Франческо III Гонзага (1540–50) | Франческо III Гонзага (1540–50) | Франческо III Гонзага (1540–50) | Франческо III Гонзага (1540–50) | Франческо III Гонзага (1540–50) | Франческо III Гонзага (1540–50) |  |  | Гулиельмо Гонзага (1550–87)   | Гулиельмо Гонзага (1550–87)   | Гулиельмо Гонзага (1550–87)   | Гулиельмо Гонзага (1550–87)   | Гулиельмо Гонзага (1550–87)   | Гулиельмо Гонзага (1550–87)   |  |  | Луи Гонзага, герцог Неверский (1581–95)                         | Луи Гонзага, герцог Неверский (1581–95)                         | Луи Гонзага, герцог Неверский (1581–95)                         | Луи Гонзага, герцог Неверский (1581–95)                         | Луи Гонзага, герцог Неверский (1581–95)                         | Луи Гонзага, герцог Неверский (1581–95)                         |  |  | Чезаре I, герцог Гуасталла (1557–75)      | Чезаре I, герцог Гуасталла (1557–75)      | Чезаре I, герцог Гуасталла (1557–75)      | Чезаре I, герцог Гуасталла (1557–75)      | Чезаре I, герцог Гуасталла (1557–75)      | Чезаре I, герцог Гуасталла (1557–75)      |  |  |  |  |  |  |  |  |  |  |  |  |  |  |  |  |  |  |  |  |  |  |  |  |  |  |
|                                 |                                 |                                 |                                 |                                 |                                 |  |  | Винченцо I (1587–1612)        | Винченцо I (1587–1612)        | Винченцо I (1587–1612)        | Винченцо I (1587–1612)        | Винченцо I (1587–1612)        | Винченцо I (1587–1612)        |  |  | Шарль III Неверский (1595–37) / Карло I Гонзага-Невер (1627–37) | Шарль III Неверский (1595–37) / Карло I Гонзага-Невер (1627–37) | Шарль III Неверский (1595–37) / Карло I Гонзага-Невер (1627–37) | Шарль III Неверский (1595–37) / Карло I Гонзага-Невер (1627–37) | Шарль III Неверский (1595–37) / Карло I Гонзага-Невер (1627–37) | Шарль III Неверский (1595–37) / Карло I Гонзага-Невер (1627–37) |  |  | Ферранте II, герцог Гуасталла (1575–1630) | Ферранте II, герцог Гуасталла (1575–1630) | Ферранте II, герцог Гуасталла (1575–1630) | Ферранте II, герцог Гуасталла (1575–1630) | Ферранте II, герцог Гуасталла (1575–1630) | Ферранте II, герцог Гуасталла (1575–1630) |  |  |  |  |  |  |  |  |  |  |  |  |  |  |  |  |  |  |  |  |  |  |  |  |  |  |
|                                 |                                 |                                 |                                 |                                 |                                 |  |  | Винченцо I (1587–1612)        | Винченцо I (1587–1612)        | Винченцо I (1587–1612)        | Винченцо I (1587–1612)        | Винченцо I (1587–1612)        | Винченцо I (1587–1612)        |  |  | Шарль III Неверский (1595–37) / Карло I Гонзага-Невер (1627–37) | Шарль III Неверский (1595–37) / Карло I Гонзага-Невер (1627–37) | Шарль III Неверский (1595–37) / Карло I Гонзага-Невер (1627–37) | Шарль III Неверский (1595–37) / Карло I Гонзага-Невер (1627–37) | Шарль III Неверский (1595–37) / Карло I Гонзага-Невер (1627–37) | Шарль III Неверский (1595–37) / Карло I Гонзага-Невер (1627–37) |  |  | Ферранте II, герцог Гуасталла (1575–1630) | Ферранте II, герцог Гуасталла (1575–1630) | Ферранте II, герцог Гуасталла (1575–1630) | Ферранте II, герцог Гуасталла (1575–1630) | Ферранте II, герцог Гуасталла (1575–1630) | Ферранте II, герцог Гуасталла (1575–1630) |  |  |  |  |  |  |  |  |  |  |  |  |  |  |  |  |  |  |  |  |  |  |  |  |  |  |
|                                 |                                 |                                 |                                 |                                 |                                 |  |  |                               |                               |                               |                               |                               |                               |  |  |                                                                 |                                                                 |                                                                 |                                                                 |                                                                 |                                                                 |  |  |                                           |                                           |                                           |                                           |                                           |                                           |  |  |  |  |  |  |  |  |  |  |  |  |  |  |  |  |  |  |  |  |  |  |  |  |  |  |
| Франческо IV (1612)             | Франческо IV (1612)             | Франческо IV (1612)             | Франческо IV (1612)             | Франческо IV (1612)             | Франческо IV (1612)             |  |  | Фердинандо I (1612–26)        | Фердинандо I (1612–26)        | Фердинандо I (1612–26)        | Фердинандо I (1612–26)        | Фердинандо I (1612–26)        | Фердинандо I (1612–26)        |  |  | Винченцо II Гонзага (1626–27)                                   | Винченцо II Гонзага (1626–27)                                   | Винченцо II Гонзага (1626–27)                                   | Винченцо II Гонзага (1626–27)                                   | Винченцо II Гонзага (1626–27)                                   | Винченцо II Гонзага (1626–27)                                   |  |  | Чезаре II, герцог Гуасталла (1630–32)     | Чезаре II, герцог Гуасталла (1630–32)     | Чезаре II, герцог Гуасталла (1630–32)     | Чезаре II, герцог Гуасталла (1630–32)     | Чезаре II, герцог Гуасталла (1630–32)     | Чезаре II, герцог Гуасталла (1630–32)     |  |  |  |  |  |  |  |  |  |  |  |  |  |  |  |  |  |  |  |  |  |  |  |  |  |  |

## Заказчики и меценаты
Работавшие на Гонзага мастера:
- Гальяно, Марко да
- Лассо, Орландо ди
- Мантенья, Андреа
- Монтеверди, Клаудио
- Пери, Якопо
- Пизанелло
- Романо, Джулио
- Рубенс, Питер Пауль
- Тициан
- Фетти, Доменико

Коллекции:
- Камея Гонзага

## В культуре
В шекспировской пьесе «Гамлет» пьеса в пьесе (мышеловка) «посвящена» истории представителя рода — «Убийство Гонзаго».